# Maegan Manasse
Maegan Manasse (* 16. April 1995) ist eine US-amerikanische Tennisspielerin.

## Karriere
Manasse spielt hauptsächlich Turniere der ITF Women’s World Tennis Tour, bei denen sie einen Einzeltitel und acht Titel im Doppel gewinnen konnte.
Bei den ITA National Intercollegiate Indoor Championships 2014 erreichte sie im Dameneinzel das Finale, das sie gegen Julia Elbaba verlor. Bei den ITA Masters 2015 erreichte sie sowohl im Einzel als auch im Doppel das Halbfinale. Bei den ITA National Intercollegiate Indoor Championships 2015 erreichte sie mit ihrer Partnerin Denise Starr das Halbfinale. Bei den NCAA Division I Tennis Championships 2016 erreichte sie ebenfalls mit Denise Starr das Finale im Damendoppel.
Beim mit 50.000 US-Dollar dotierten Stockton Challenger 2016 erreichte sie mit Robin Anderson das Finale, das sie mit 2:6 und 3:6 gegen Kristýna Plíšková und Alison Van Uytvanck verloren.
2018 gewann sie an der Seite von Jessica Pegula den Doppeltitel beim Oracle Challenger Series – Houston.
Ihr Debüt auf der WTA Tour gab Manasse bei den Citi Open 2019, wo sie in der ersten Runde der Qualifikation gegen Cori Gauff mit 4:6 und 2:6 verlor.

## Turniersiege

### Einzel
| Nr. | Datum         | Turnier | Kategorie | Belag     | Finalgegnerin | Ergebnis |
| --- | ------------- | ------- | --------- | --------- | ------------- | -------- |
| 1.  | 24. März 2024 | Hinode  | ITF W15   | Hartplatz | Aoi Itō       | 6:3, 6:2 |

### Doppel
| Nr. | Datum              | Turnier       | Kategorie      | Belag     | Partnerin          | Finalgegnerinnen                    | Ergebnis          |
| --- | ------------------ | ------------- | -------------- | --------- | ------------------ | ----------------------------------- | ----------------- |
| 1.  | 8. August 2015     | Fort Worth    | ITF $10.000    | Hartplatz | Josie Kuhlmann     | Jessica Ho Giuliana Olmos           | 6:4, 6:4          |
| 2.  | 8. Juni 2018       | Bethany Beach | ITF $25.000    | Sand      | Robin Anderson     | Quinn Gleason Sanaz Marand          | 2:6, 7:66, [10:3] |
| 3.  | 17. November 2018  | Houston       | WTA Challenger | Hartplatz | Jessica Pegula     | Desirae Krawczyk Giuliana Olmos     | 1:6, 6:4, [10:8)  |
| 4.  | 1. März 2019       | Osaka         | ITF W25        | Hartplatz | Robin Anderson     | Risa Ushijima Minori Yonehara       | 7:62, 6:3         |
| 5.  | 7. März 2020       | Las Vegas     | ITF W25        | Hartplatz | Lorraine Guillermo | Jovana Jović Conny Perrin           | 0:6, 6:2, [10:4]  |
| 6.  | 6. März 2021       | Newport Beach | ITF W25        | Hartplatz | Vania King         | Emina Bektas Tara Moore             | 6:4, 6:2          |
| 7.  | 30. Oktober 2021   | Austin        | ITF W25        | Hartplatz | Elysia Bolton      | Rasheeda McAdoo Chanelle Van Nguyen | 6:1, 7:5          |
| 8.  | 23. April 2022     | Orlando       | ITF W25        | Sand      | Catherine Harrison | Hsieh Yu-chieh Hsu Chieh-yu         | 6:1, 6:0          |
| 9.  | 29. September 2024 | Berkeley      | ITF W35        | Hartplatz | Elysia Bolton      | Rutuja Bhosale Ema Burgić           | 6:73, 6:2, [10:6] |